# Mitoviren
Mitoviridae (Mitoviren) ist eine Familie von Einzelstrang-RNA-Viren. 
Ihre Mitglieder wurden früher in der monotypischen Gattung Mitovirus zusammengefasst, die aber 2021 vom International Committee on Taxonomy of Viruses (ICTV) in mehrere Gattungen aufgesplittet wurde.
Die frühere Gattung Mitovirus war ursprünglich ein Mitglied der Familie Narnaviridae (als Schwestergattung von Narnavirus), wurde aber vom ICTV bereits vor ihrer Aufspaltung in eine eigene Familie, Ordnung und Klasse ausgegliedert, da trotz ähnlich einfacher Morphologie die phylogenetischen Beziehungen weitläufiger sind als zunächst angenommen.
Es gibt (mit Stand April 2022) vier vom ICTV bestätigte Gattungen mit insgesamt 105 bestätigten Arten (Spezies) in dieser Gattung.
Als natürliche Wirte dienen Pilze, was die Vertreter dieser Gattung als Mykoviren klassifiziert.

## Aufbau
Mitoviren (im Sinn von Mitgliedern der Gattung Mitovirus) haben weder Strukturproteine noch ein Kapsid. Sie haben daher kein echtes Virion.

## Genom

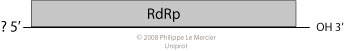
Genomkarte der Gattung Mitovirus

Das Genom der Mitoviren ist nicht segmentiert (monopartit) und besteht aus einem Einzelstrang-RNA-Molekül mit positiver Polarität. Es hat einen Offenen Leserahmen (en. open reading frame, ORF), der für die RNA-abhängige RNA-Polymerase (RdRp) kodiert.
Das Genom ist mit der RdRp im Zytoplasma des Wirtspilzes assoziiert und bildet einen nackten Ribonukleoprotein-Komplex.

## Replikationszyklus
Die Replikation erfolgt im Zytoplasma. Sie folgt dem üblichen Modell der Replikation positiv-strängiger RNA-Viren; gleiches gilt für die Transkription.
Als natürliche Wirte dienen Pilze.
Das Virus verlässt die Wirtszelle durch eine Bewegung von Zelle zu Zelle. Die Übertragungswege sind vertikal (auf die Nachkommen des Wirts) und sexuell.

## Systematik
Mit Stand Mai/Juni 2024 gibt es vier Gattungen in der Familie:
Familie Mitoviridae (informell: Mito-like viruses)
- Gattung Duamitovirus (49 Spezies)
  - Spezies Duamitovirus alal1 mit Alternaria alternata mitovirus 1 (AaMV1)
  - Spezies Duamitovirus azfi1 mit Azolla filiculoides mitovirus 1 (AzfiMV1)
  - Spezies Duamitovirus bevu1 mit Beta vulgaris mitovirus 1 (BevuMV1)
  - Spezies Duamitovirus crpa1 mit Cryphonectria mitovirus 1 (CMV1), dazu: Cryphonectria parasitica mitovirus 1-NB631 (Referenz), Cryphonectria cubensis mitovirus 1a, 1b und 1c
  - Spezies Duamitovirus opno1c mit Ophiostoma mitovirus 1c (OMV1c)
  - Spezies Duamitovirus opno3a mit Ophiostoma mitovirus 3a (OMV3a)
  - Spezies Duamitovirus tuae1 mit Tuber aestivum mitovirus (TaMV)
  - Spezies …

- Gattung Kvaramitovirus (1 Spezies)
  - Spezies  Kvaramitovirus opno7 mit Ophiostoma mitovirus 7 (OnuMV7)

- Gattung Triamitovirus (9 Spezies)
  - Spezies Triamitovirus cespA mit Ceratobasidium mitovirus A (CbMV1)
  - Spezies Triamitovirus gesu1 mit Geopora sumneriana mitovirus 1 (GsMV1)
  - Spezies Triamitovirus rhcl1 mit Rhizophagus sp. RF1 mitovirus (RcMV1)
  - Spezies Triamitovirus rhor1 mit Rhizoctonia oryzae-sativae mitovirus 1 (RoMV1)
  - Spezies Triamitovirus rhso1 mit Rhizoctonia mitovirus 1 RS002 (RMV-1-RS002)
  - Spezies Triamitovirus rhso23 mit Rhizoctonia solani mitovirus 23 (RsMV23)
  - Spezies Triamitovirus rhso30 mit Rhizoctonia solani mitovirus 30 (RsMV30)
  - Spezies Triamitovirus rhso39 mit Rhizoctonia solani mitovirus 39 (RsMV39)
  - Spezies Triamitovirus tuex1 mit Tuber excavatum mitovirus (TeMV)

- Gattung Unuamitovirus (46 Spezies)
  - Spezies Unuamitovirus agbi1 mit Agaricus bisporus mitovirus 1 (AbMV1)
  - Spezies Unuamitovirus alar1 mit Alternaria arborescens mitovirus 1 (AaMV1)
  - Spezies Unuamitovirus albr1 mit Alternaria brassicicola mitovirus (AbMV1)
  - Spezies Unuamitovirus boci2 mit Botrytis cinerea 2 (BcMV-2)
  - Spezies Unuamitovirus boci4 mit Botrytis cinerea mitovirus 4 (BcMV-4)
  - Spezies Unuamitovirus opno4 mit Ophiostoma mitovirus 4 (OMV4)
  - Spezies Unuamitovirus opno5 mit Ophiostoma mitovirus 5 (OMV5)
  - Spezies Unuamitovirus opno6 mit Ophiostoma mitovirus 6 (OMV6)
  - Spezies Unuamitovirus scni1 mit Sclerotinia nivalis mitovirus 1 (SnMV1)
  - Spezies Unuamitovirus thba1 mit Thielaviopsis basicola mitovirus (TbMV)
  - Spezies …

- nicht klassifizierte Vorschläge (gem. Taxonomie des NCBI):[8]
- Spezies „Albatrellopsis flettii mitovirus 1“
- Spezies „Ambispora mitovirus A“
- Spezies „Ambispora mitovirus B“
- Spezies „Ambrosia artemisiifolia mitovirus 1“
- Spezies „Aspergillus fumigatus mitovirus 1“
- Spezies „Thrips tabaci associated mitovirus 1“
- Spezies „Thrips tabaci associated mitovirus 2“
- Spezies „Thrips tabaci associated mitovirus 3“
- Spezies „Valsa cypri mitovirus“
- Spezies „Valsa malicola mitovirus 1“
- Spezies „Valsa malicola mitovirus 2“
- Spezies „Soybean thrips mito-like virus 1“ (Soya-Thripse Neohydatothrips variabilis, Thripidae)
- Spezies „Soybean thrips mito-like virus 2“

Diese Kandidaten werden beim NCBI zwar provisorisch als Spezies geführt, können sich aber unter Umständen lediglich als Stämme bereits bekannter oder (zusammen mit anderen) neuer Spezies erweisen.
Mit Stand März 2021 gab es nur fünf bestätigte Spezies in der damaligen Gattung Mitovirus, dazu kommt immer noch eine große Anzahl von Vorschlägen:
Anmerkung:
Die Namensgebungen weisen nicht alle auf Pilze hin. Entweder parasitieren die betreffenden Kandidatenmitglieder andere Eukaryoten (etwa Stechmücken): Bei Genomsequenzen aus der Metagenomik besteht jedoch auch die Möglichkeit, dass sie deswegen mit diesen vergesellschaftet (assoziiert) sind, weil ihr Wirt ein Pilz ist, der mit diesen Tieren, Pflanzen usw. in einer symbiotischen (vielleicht parasitären) Beziehung steht und auf oder in diesen lebt. Diese Frage ist in den betreffenden Fällen daher noch zu klären.